# Greg Trooper
Gregory Trooper, detto Greg (Neptune, 13 gennaio 1956 – New York City, 15 gennaio 2017), è stato un cantautore statunitense.
Nato nel New Jersey è autore di una decina di album in studio ad altri dal vivo per varie etichette. Alcuni suoi brani sono stati reinterpretati da artisti si spessore come Steve Earle (Little Sister), Billy Bragg o Vince Gill.
Dopo i primi due album usciti per la Greg Trooper Band si trasferì a Nashville con Garry Tallent che produsse il suo terzo album. Seguirono altri album editi dapprima dalla etichetta locale Eminent Records, poi dalla Sugar Hill Records e gli ultimi dalla 52 Shakes Records.

## Discografia

### Album in studio
- 1986 - We Won't Dance (come The Greg Trooper Band)
- 1992 - Everywhere
- 1996 - Noises in the Hallway
- 1998 - Popular Demons
- 2001 - Straight Down Rain
- 2003 - Floating
- 2005 - Make It Through This World
- 2009 - The Williamsburg Affair
- 2010 - Upside-Down Town
- 2013 - Incident on Willow Street

### Album dal vivo
- 2002 - Between a House and a Hard Place: Live at Pine Hill Farm
- 2006 - The BackShop Live
- 2015 - Live at the Rock Bottom